# 九龙山复叶耳蕨
九龙山复叶耳蕨（学名：Arachniodes jiulongshanensis）为鳞毛蕨科复叶耳蕨属下的一个种。